# Bollo de panizo
El bollo de panizo es un fruta de sartén elaborada con harina de maíz, típica de la cocina almeriense. Panizo es el nombre con el que se llama en algunas zonas del levante español al maíz. 